# Mont Monet
Pour les articles homonymes, voir Mont Monnet.
Le mont Monet, fait partie des monts du Beaujolais. Il est situé à l'est du département du Rhône. Ce sommet culmine à 1 000 mètres d'altitude.

## Géographie
Le mont Monet est situé à moins d'un kilomètre au sud du mont Saint-Rigaud - surnommé le toit du Rhône -, sur la commune des Ardillats. Au pied de ce mont, sur la même commune des Ardillats, la rivière Ardière prend sa source.